# 4978 Seitz
4978 Seitz è un asteroide della fascia principale. Scoperto nel 1973, presenta un'orbita caratterizzata da un semiasse maggiore pari a 2,6276045 UA e da un'eccentricità di 0,2117206, inclinata di 6,02130° rispetto all'eclittica.